# Arsenito de potasio
El arsenito de potasio (KAsO2) es un compuesto inorgánico que existe en dos formas, metaarsenito de potasio (KAsO2) y ortoarsenito de potasio (K3AsO3). Se compone de iones arsenito (AsO33− o AsO2−)  con arsénico siempre existente en el estado de oxidación +3. Como muchos otros compuestos que contienen arsénico, el arsenito de potasio es altamente tóxico y cancerígeno para los seres humanos. El arsenito de potasio constituye la base de la solución de Fowler, que históricamente se utilizaba como tónico medicinal, pero debido a su naturaleza tóxica se dejó de utilizar. Sin embargo, el arsenito de potasio se sigue utilizando como rodenticida.

## Estructura
Las dos formas únicas del arsenito potásico pueden atribuirse al diferente número de átomos de oxígeno. El metaarsenito de potasio (KAsO2) contiene dos átomos de oxígeno, uno de los cuales está unido al átomo de arsénico mediante un doble enlace. Por el contrario, la ortoarsenita potásica (K3AsO3) consta de tres átomos de oxígeno, todos unidos al átomo de arsénico mediante enlaces simples. En cada uno de estos casos, el arsénico existe en el estado de oxidación +3 y se conoce como arsenito, de ahí el nombre único que hace referencia a dos estructuras diferentes. Además, las formas meta y orto del arsenito potásico tienen propiedades idénticas.

## Propiedades
El arsenito de potasio es una sal inorgánica que se presenta como un sólido blanco inodoro. Es muy soluble en agua y sólo ligeramente soluble en alcohol. Las soluciones de arsenito de potasio contienen concentraciones moderadas de hidróxido, por lo que son ligeramente básicas.Aunque el arsenito de potasio no es combustible, su calentamiento provoca su descomposición y la formación de humos tóxicos que incluyen arsina, óxidos de arsénico y óxidos de potasio. El arsenito de potasio también reacciona con los ácidos para producir gas arsina tóxico.

## Preparación
El arsenito de potasio acuoso, más comúnmente conocido como solución de Fowler, puede prepararse calentando trióxido de arsénico (As2O3) con hidróxido de potasio (KOH) en presencia de agua. La reacción se muestra a continuación
As2O3 (aq) + 2 KOH (aq) → 2 KAsO2 (aq) + H2O

## Usos
En el siglo XVIII, el médico inglés Thomas Fowler (1736-1801)utilizó una solución de arsenito potásico llamada solución de Fowler para remediar una serie de afecciones como la anemia, el reumatismo, la psoriasis, el eczema, la dermatitis, el asma, el cólera y la sífilis. Además, en 1865 se ampliaron los posibles usos del arsenito potásico, ya que la solución de Fowler se utilizó como primer agente quimioterapéutico para tratar la leucemia, aunque los efectos quimioterapéuticos sólo fueron temporales. Sorprendentemente, este uso específico se inspiró en el papel del arsenito de potasio para mejorar la digestión y producir un pelaje más suave en los caballos. El arsenito potásico también es un componente inorgánico clave de ciertos rodenticidas, insecticidas y herbicidas. Además, su función como insecticida lo convertía también en un gran conservante de la madera; sin embargo, su solubilidad y toxicidad lo convertían en un factor de riesgo potencial para el medio ambiente.

## Efectos sobre la salud
La toxicidad del arsenito potásico se debe a la gran afinidad del arsénico por los grupos sulfhidrilo. La formación de estos enlaces arsenito-azufre perjudica la funcionalidad de ciertas enzimas como la glutatión reductasa, la glutatión peroxidasa, la tiorredoxina reductasa y la tiorredoxina peroxidasa. Todas estas enzimas están estrechamente relacionadas con la defensa de los radicales libres y el metabolismo del piruvato. Así, la exposición al arsenito potásico y a otros compuestos que contienen arsenito provoca la producción de radicales libres de oxígeno dañinos y la detención del metabolismo celular.
Además, los compuestos que contienen arsenito también han sido etiquetados como carcinógenos. La carcinogenicidad del arsenito potásico se debe a su capacidad para inhibir la reparación y metilación del ADN. Esta alteración de la maquinaria celular puede provocar cáncer porque las células ya no pueden reparar o detener las mutaciones y se produce un tumor. Todas estas condiciones ponen de manifiesto la peligrosidad del arsenito potásico y otros compuestos que lo contienen. Prueba de ello es una DL50 de 14 mg/kg en ratas y una DLT de 74 mg/kg en humanos. 